# Inaros
Inaros o Inaro (fl. ca 460 a.C.) è stato un principe e capo ribelle egizio.
Il suo nome è legato ad una rivolta durante la quale l'Egitto tentò, col supporto politico e militare di Atene, di liberarsi dalla dominazione persiana (la XXVII dinastia manetoniana).

## La rivolta e l'ascesa di Inaros
Inaros - forma grecizzata dell'egizio ˁIrt n ḥr r w, "L'occhio di Horo [è contro di essi]" - era figlio di Psametek (Psammetico), un principe imparentato con la decaduta dinastia saitica e definito da Tucidide "re dei Libu", probabilmente in riferimento alle origini libiche della dinastia. Dal suo centro amministrativo di Marea, egli esercitava la propria autorità su varie zone del Delta occidentale.

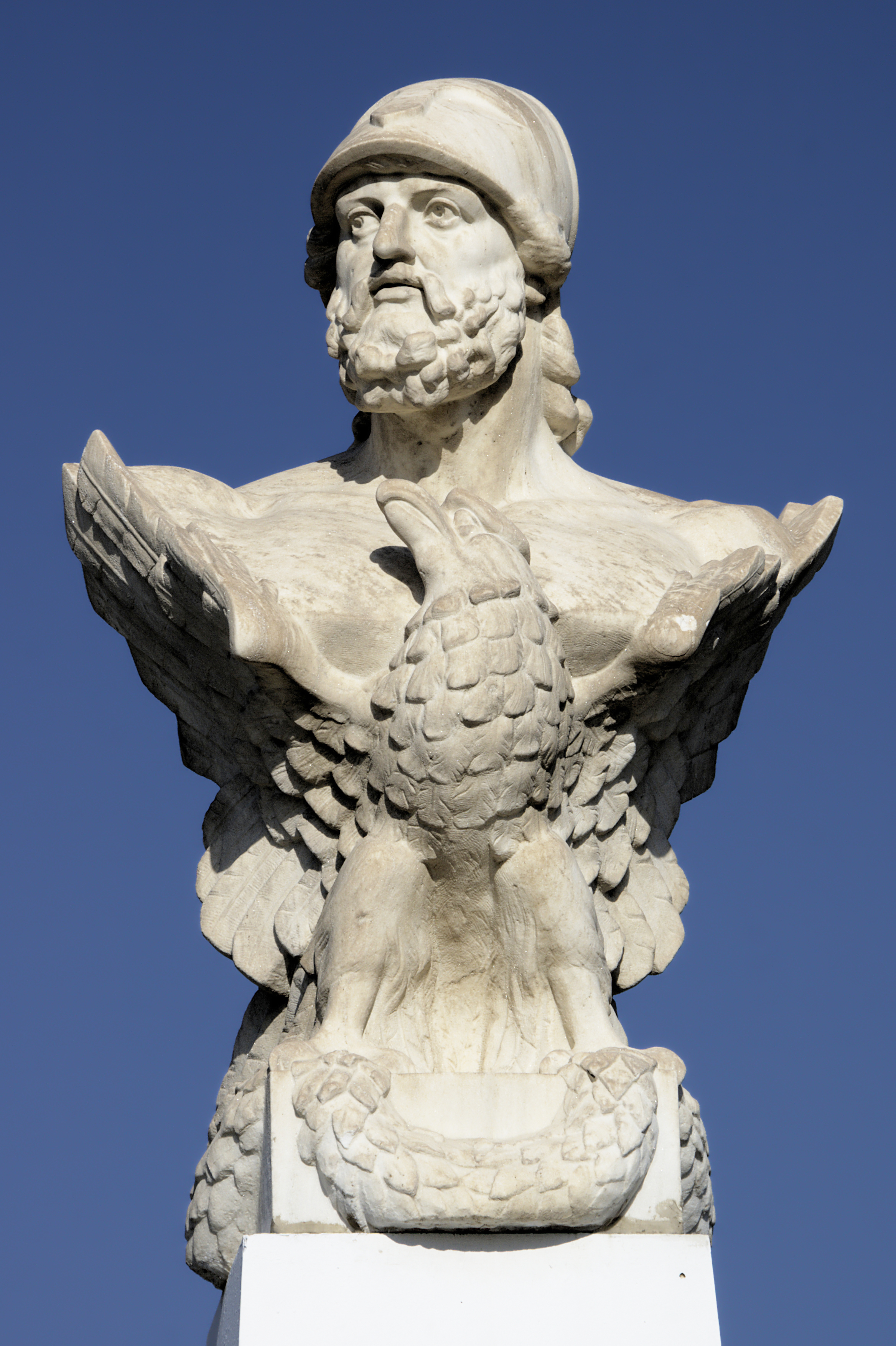
Il comandante Cimone

Dopo l'assassinio di Serse I avvenuto nel 465 a.C., le lotte per la successione al trono causarono un temporaneo indebolimento dell'influenza dell'impero achemenide sulle proprie satrapie.

Questa occasione non sfuggì ad Inaros, il quale assoldò mercenari e scacciò gli esattori persiani, dando così inizio alla rivolta dell'Egitto contro l'occupazione cui era sottoposto da sessant'anni.

All'epoca la città di Sais era governata dal principe Amonirdisu (Amirteo), discendente della famiglia reale saitica nonché antenato del futuro faraone omonimo. Questi si schierò al fianco di Inaros, annettendo alla causa ribelle il suo governatorato e le zone paludose del Nord.

### La battaglia di Papremi
Intanto Artaserse I, figlio di Serse, aveva avuto ragione degli altri pretendenti al trono. Informato della rivolta nella satrapia d'Egitto, il nuovo Gran Re inviò prontamente un esercito di circa 400 000 soldati ed 80 navi guidato dallo zio Achemene.

Atene, in guerra da tempo con i Persiani, comprese l'importanza strategica dell'appoggiare la causa ribelle ed inviò truppe di terra ed una flotta di oltre 200 navi, che si trovava di stanza a Cipro al comando di Caritimide e di Cimone.
Così, nel 459 a.C. l'esercito persiano e quello della coalizione greco-egizia si scontrarono a Papremi, nel Delta occidentale.

Achemene venne sconfitto ed ucciso insieme a 100 000 Persiani mentre il resto del suo esercito si ritirò a Menfi. Al largo i comandanti della flotta ateniese con quaranta navi diedero battaglia a cinquanta navi persiane, catturandone venti col loro equipaggio ed affondando le rimanenti. In seguito al successo della battaglia, i ribelli inviarono il cadavere di Achemene al Gran Re.
Dopo questa vittoria Inaros era virtualmente il padrone di tutto il Delta. Nonostante ciò, non si arrogò mai i titoli della sovranità.

## La cattura e l'esecuzione

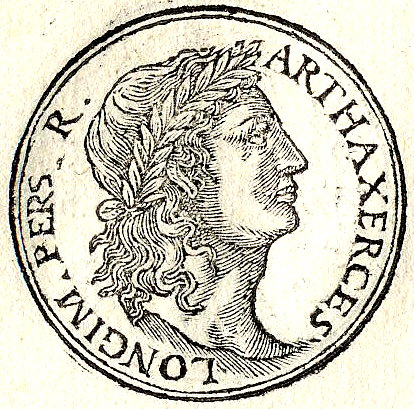
Artaserse I

Nel 456 a.C. l'esercito della coalizione marciò quindi su Menfi e la cinse d'assedio, arrivando a conquistarne i due terzi. L'arrivo dei rinforzi persiani al comando del generale e satrapo di Siria Megabizo respinse gli assedianti nelle paludi del Delta. Durante questi scontri Inaros venne ferito e Caritimide perse la vita.

I duri combattimenti nelle paludi della costa durarono un anno e mezzo. Atene cercò di dare manforte ai ribelli inviando cinquanta navi che però vennero in parte affondate dalla flotta fenicia al servizio di Artaserse ed in parte distrutte da Arsame, fresco di nomina a nuovo satrapo d'Egitto da parte di Megabizo, mentre tentavano di risalire il ramo mendesiano del Nilo.

Fu quindi così che nel 454 a.C. Inaros e gli ultimi alleati greci si trovarono circondati sull'isola di Prosopitide. Vennero quindi catturati e condotti a Susa.
Secondo Ctesia di Cnido, Megabizo promise ad Inaro ed ai ribelli greci che non sarebbero stati messi a morte una volta giunti a Susa. La regina madre Amestri però non poté perdonare loro la morte di Achemene (che Ctesia riporta non come cognato di lei, bensì come figlio) e pretese che pagassero con la vita. Artaserse mantenne la promessa fatta da Megabizo per cinque anni, ma poi dovette cedere alle richieste della regina madre.
Esistono versioni diverse della morte di Inaros: fu forse crocifisso o forse impalato, mentre cinquanta compagni greci furono, a quanto pare, decapitati.

Tucidide riporta una versione ancora diversa, dalla quale si dedurrebbe che Inaros venne tradito, catturato e crocifisso subito dopo o perlomeno entro lo stesso anno, nel 454 a.C.

### Fine della rivolta
Dopo la cattura di Inaros la rivolta venne proseguita da Amonirdisu di Sais, sfuggito ai Persiani e rifugiatosi nelle vaste zone paludose del Delta nord-occidentale che ancora erano fuori dal controllo nemico. Questi chiese aiuto ad Atene, che in quel periodo tentava di sottrarre Cipro ai Persiani (vedi Battaglia di Salamina in Cipro). Sessanta navi ateniesi partirono quindi da Cipro alla volta dell'Egitto ma non vi arrivarono mai, in quanto la morte del comandante Cimone a causa di un'epidemia (450 a.C.) le indusse a ritornare indietro.

Questi furono gli ultimi interventi ateniesi nella ormai pacificata satrapia d'Egitto: nel 448 a.C., infatti, venne firmata la pace di Callia tra Grecia ed Impero achemenide.
Il nuovo satrapo Arsame cercò sin dall'inizio di assumere una politica conciliante con la popolazione egizia: a tale scopo pose Tannira e Paosiri, figli rispettivamente di Inaros e di Amonirdisu, a capo dei distretti di cui erano originari. Secondo Erodoto si sarebbe trattato non di un atto di benevolenza del satrapo ma semplicemente di un costume persiano in uso presso le popolazioni sottomesse.

## L'eredità
La ribellione di Inaros non fu la prima né l'ultima a scoppiare durante la prima occupazione persiana, ma fu quella che lasciò l'impronta più profonda nella storia egiziana; qualche anno più tardi Erodoto scriverà: «Nessuno ha mai recato maggiori danni ai Persiani di Inaro e di Amirteo».